# Епископ вршачки Гаврило
Гаврило (Змејановић, Добановци (Срем), 25. август 1847 — Земун Поље, 14. октобар 1932) је био епископ Српске православне цркве и непотврђени српски Патријарх.

## Световни живот
Епископ Гаврило (Змејановић) рођен је 25. августа 1847. године у Добановцима, у Срему, од оца Михаила, свештеника, и мајке Еве - рођене Андрејевић. Завршио је основну српску и грађанску немачку школу, затим Карловачку гимназију и Карловачку богословију. Потом је апсолвирао на економској академији у Алтенбургу. Од 1870. до 1882. године бавио се економијом и проучавањем природних наука. У младост се 1876. године борио као српски добровољац-устаник на Дрини; био један од четовођа. Вратио се кући, у Срем рањен - "на штакама". То су му касније србомрсци узели за зло.

## Монашки живот
Замонашио се на позив Патријарха српског Германа Анђелића, 1882. године у манастиру Крушедолу. У чин ђакона је рукоположен 19. новембра 1882, а сутрадан за презвитера. Од 1882. до 1891. године био је војни свештеник тј. "душепопечитељ" босанско-херцеговачких трупа. Тада се бави богословским наукама, а у Сарајеву предаје веронауку у средњим школама. Био је похваљиван и одликован правом ношења црвеног појаса због успеха у раду са сарајевском омладином. Аустријски цар Франц Јосиф I му је за успешан просветни рад и заслуге доделио Златни крст са круном. Године 1891. му је патријарх Георгије (Бранковић) поверио управу манастира Крушедола и исте године произвео га у чин протосинђела. Тих година је пријатељевао са другом из детињства, песником Лазом Костићем, који се бавио у манастиру (1896). У то време му је Саборски одбор поверио надзор над црквено-народним добрима (до 1895). Архимандритом манастира Крушедола постао је 25. марта 1894, а 1895. године и мандатаром упражњене Епархије вршачке.

## Владика вршачки
За епископа вршачког је изабран 18. маја 1896. године. Аустријски владар га је потврдио 14. јуна 1896. године. За епископа су га посветили 27. јула исте године у карловачкој Саборној цркви патријарх Георгије Бранковић и епископ горњокарловачки Михаило. За време епископа Гаврила владичански двор у Вршцу је добио данашњи изглед и снабдевен је одговарајућим намештајем. Док је седео у епископској столици био је у непријатељству са вршачким радикалима. Ови су га осуђивали преко својих новина, због "мађаронства" и погрдно називали Габор пуспок - уместо Гаврило. На први дан празника Духова 1898. године наводно је Вршчанин Мита Поповић покушао да изврши атентат на владику који "у пуном орнату" пошао на службу у цркву. Касније је променио табор и (од клерикалца је постао радикал) 1899. године заједно са радикалским вођама оптужио је патријарха Бранковића, због наводног финансијског оштећења црквених општина, протопрезвитера и манастира. Узео је почетком 1901. године од српског патријарха дуже одсуство ради лечења и опоравка.

## Непотврђени српски Патријарх
Био је активан у Саборском одбору у Карловцима, којем је једно време и председавао. Био је близак српским радикалима у Мађарској; одиграо је политичку улогу - критиковао и био критикован. Тражена је 1902. године његова одговорност од стране Архијерејског синода. Заслужан је за доношење тзв. "Манастирске уредбе" од стране Српског црквено-народног сабора 1902. године. Српски црквени Сабор у Карловцима га је 1. августа 1908. године једногласно изабрао за Патријарха српског. Против његовог избора дигла се јавност у Аустроугарској, новине су га нападале, писале су неповољно, тврдиле да је његов избор "велико-српски акт". Због тога му цар Франц Јозеф није дао потврду. Он је био трећи до тада српски Патријарх, после Стојковића и Живковића, кога државна власт није хтела потврдити. Године 1911. он је ради оснивања своје Задужбине, предао црквеном Саборском одбору 100.000 круна. Наменио их је за оснивање једне школе за српску женску ратарску омладину.
Током Првог светског рата је оболео и оронуо. Пензионисан је по својој молби 1920, и затим се повукао у сремски манастир Бешеново. Умро је 14. октобра 1932. године у Земун Пољу након тешке болести, у дому код свог синовца Милоша Змејановића. Сахрањен је у породичној гробници у Грабовцима, у Срему.